# The Knocks
The Knocks — американский музыкальный дуэт. Известны своими релизами на таких лейблах как Kitsuné, Big Beat Records, Neon Gold и Atlantic Records, а также ремиксами представленными на HypeMachine, Beatport.

## История
Название дуэта «The Knocks» относится к ранним дням карьеры, когда соседи стучали к ним в дверь из-за слишком громкой музыки. Прежде чем сосредоточиться на своём творчестве и ремиксах, они выпускали биты для Кэти Перри, Бритни Спирс, Marina and the Diamonds, Флоу Райда, Скай Феррейры, Элли Голдинг и др.
В 2010 журнал NME включил The Knocks в топ «20 самых лучших продюсеров в музыке». Дуэт часто появлялся в New York Post в том же году.

### 2010—2015:Magic,ComfortableиSo Classic EP
Их сингл «Make It Better», выпущенный в 2010 на Neon Gold Records, использовался в США на телевидении кампанией Corona. Ещё один сингл 2010 года «Dancing with the DJ» обрёл мгновенный успех в интернете. После, он был включён в дебютный мини-альбом, названный «Magic» и представленный в 2011.
Филадельфийская хип-хоп группа Chiddy Bang выбрала «Blackout» от The Knocks для своего сингла «Here We Go» (своместно с Q-Tip).
В 2012 их кавер на песню M83 «Midnight City» за одну неделю на SoundCloud имел 10000 скачиваний. В июне дуэт занял 1 место на веб-сайте HypeMachine с треком «Learn to Fly», который также в течение недели с момента выпуска достиг 100000 проигрываний на SoundCloud.
The Knocks выпустили несколько успешных синглов с St. Lucia, один из них получил название «Modern Hearts», в начале 2013 он заработал 1 место на HypeMachine и получил 100000 проигрываний на SoundCloud за 4 дня. В этом же году был выпущен сингл «Comfortable» с использованием вокала X Ambassadors. «Comfortable» стал главным треком одноимённого второго мини-альбома, выпущенного вскоре после релиза.
В 2014 году вышел сингл «Classic» (с участием альт-поп-дуэта POWERS) на лейблах Neon Gold Records, Big Beat Records. Официальное видео было снято в стиле видеоигры The Sims. В начале 2015 были записаны песни «Dancing with Myself», «Collect My Love», с участием Алекса Ньюэлла и Time. Эти треки составили третий мини-альбом под названием «So Classic», который был выпущен в апреле 2015 года.

### 2015—2016:55
Трейлер альбома был выпущен на YouTube канале дуэта в ноябре 2015 года, сообщалось, что дебютный полноформатный альбом названный «55», должен выйти в январе 2016, но позже релиз был отложен. При создании «55» дуэт сотрудничал с X Ambassadors, Fetty Wap, Cam’ron, Вайклефом Жаном, Карли Рэй Джепсен, Мэттью Комой, Magic Man, Алексом Ньюэллом, POWERS, Фиби Райан, Джастином Трантером и Walk the Moon. Сама работа над альбомом начала демонстрироваться ещё в августе 2015, когда сингл «Classic» был выпущен в качестве переиздания 2015 года, с добавлением новых вокальных партий от Fetty Wap и POWERS.
В последних месяцах 2015 года The Knocks выпустили новый сингл, который стал первой песней за пределами So Classic EP и других проектов, над которыми они работали ранее. Также в ноябре они переиздали свой официальный видеоролик на сингл «Comfortable» 2013 года (с участием вокала X Ambassadors), он был классифицирован как очередное переиздание 2015 года.
«55» был представлен 4 марта 2016 года. В день его выпуска дуэт загрузил все неизданные альбомные песни на SoundCloud, Spotify и YouTube. Они назывались «The Key», «Dancing With Myself», переиздания 2016 года, «Tied To You» с участием вокала Джастина Трантера, «Cinderella», с вокальными партиями Magic Man и "Purple Eyes ", с вокалом от Фиби Райан.

### 2016—2017:Testify EP
В октябре 2016, в то время как The Knocks начали европейский тур, они объявили, что выйдет новый сингл «Heat», который будет записан совместно с вокалистом X Ambassadors Сэмом Харрисом. Релиз был назначен на 21 октября 2016.
В конце ноября 2016 выяснилось, что дуэт работает над своим пятым мини-альбомом и что сингл «Heat» станет ведущим треком.
Затем, в январе 2017 было объявлено, что в альбоме будут песни в сотрудничестве с MNEK.
4 января 2017 года дуэт выпустил трейлер мини-альбома, который получит название «Testify». Через пару дней они объявили о втором сингле, который войдёт в альбом, «Trouble» с участием Absofacto.
21 января 2017 года The Knocks представили полный список треков, подтвержденный 3 февраля 2017 года. Ожидается, что в нем появятся Delacey, Тэйлор Паркс, Jerm, а также MNEK, Сэм Харрис и Absofacto.
«Testify» выйдет позже, чем было запланировано.

### 2017-н.в: «The Mary Nixons» и работа над вторым альбомом
The Knocks объявили, что они официально начали работу над своим следующим студийным альбомом. Возможно, они будут сотрудничать с St. Люсия и Дуа Липой.
22 июня 2017 года партнер дуэта Вайклеф Жан выпустил сингл своего восьмого студийного альбома под названием «What Happened to Love». The Knocks официально были названы соавторами и продюсерами трека. Альбом выйдет 15 сентября 2017.
С 6 июля 2017 года дуэт работал с Леваном Кали, который ранее ремикшировал их сингл «Trouble».
Они также создали панк группу с музыкантом Mat Zo и назвали её The Mary Nixons. Дебютный сингл группы, под названием «Adrian» был выпущен 14 июля 2017 года.
В августе 2017 года дуэт заявил, что они уже работают над последними штрихами для альбома.

## Дискография

### Студийные альбомы
| Название                                                               | Детали                | Пиковая позиция в чарте | Пиковая позиция в чарте | Пиковая позиция в чарте | Пиковая позиция в чарте | Пиковая позиция в чарте | Сертификации |
| Название                                                               | Детали                | CAN                     | FRA                     | GER                     | UK                      | US                      | Сертификации |
| ---------------------------------------------------------------------- | --------------------- | ----------------------- | ----------------------- | ----------------------- | ----------------------- | ----------------------- | ------------ |
| 55                                                                     | - Релиз: 4 марта 2016 | —                       | —                       | —                       | —                       | —                       |              |
| «—» обозначает, что альбом не попал в чарт или информация не известна. |                       |                         |                         |                         |                         |                         |              |

### Мини-альбомы
| Название                                                               | Детали             | Пиковая позиция в чарте |
| Название                                                               | Детали             | US                      |
| ---------------------------------------------------------------------- | ------------------ | ----------------------- |
| Magic                                                                  | - Релиз: 2011      | —                       |
| Comfortable                                                            | - Релиз: 2013      | —                       |
| So classic                                                             | - Релиз: 2015      | —                       |
| Testify                                                                | - Релиз: 2017—2018 | —                       |
| «—» обозначает, что альбом не попал в чарт или информация не известна. |                    |                         |